# Africa Cup 2014
L’Africa Cup 2014 (in inglese 2014 Africa Cup, in francese Coupe d'Afrique 2014, in afrikaans Rugby Afrikabeker 2014) fu la 14ª edizione della Coppa d'Africa di rugby a 15; strutturata a divisioni di merito e contesa tra 13 squadre nazionali africane, si disputò tra giugno e luglio 2014 in varie sedi a seconda della divisione.
Come nell'edizione precedente, la prima divisione A, che assegnava il titolo di campione d'Africa, si tenne ad Antananarivo, in Madagascar, ma a differenza del formato a eliminazione diretta le quattro squadre si affrontarono in un girone all'italiana dal 28 giugno al 6 luglio 2014; la squadra ultima in classifica retrocedette in divisione 1.B.
Detta divisione 1.B si svolse invece a eliminazione diretta, mentre la divisione 1.C si tenne a Gaborone, in Botswana, con un tipo particolare di girone in cui ogni squadra avrebbe affrontato solo tre delle avversarie; originariamente era prevista, tra le sei squadre che componevano la divisione, anche quella del Marocco che purtuttavia rinunciò alla trasferta per motivi finanziari; al suo posto giunse come rimpiazzo una squadra sudafricana, i Rustenburg Impala, che tuttavia non avrebbero potuto essere promossi; la migliore delle altre cinque classificate guadagnò la promozione in divisione 1.B.
La divisione 1.A della competizione funse anche da terzo e ultimo turno delle qualificazioni africane alla Coppa del Mondo di rugby 2015: la squadra campione, infatti, si qualificò direttamente alla competizione mondiale, mentre la seconda classificata accedette ai ripescaggi interzona.
Il torneo fu vinto dalla Namibia, tornata in divisione 1.A proprio in tale edizione; la qualificazione giunse proprio all'ultima giornata, all'inizio della quale il Kenya era in testa alla classifica con 10 punti, mentre lo Zimbabwe era secondo a 6 e la Namibia terza a 5; la sconfitta del Kenya proprio a opera dello Zimbabwe per 10-28 senza bonus per entrambi portava ambedue a quota 10 e costringeva la Namibia a battere il Madagascar con almeno 53 punti di scarto per potere assicurarsi il primo posto; nell'ultima partita la Namibia riuscì a vincere 89-10 mettendo a terra 13 mete e trasformandone 12 grazie al piede di Theuns Kotze, miglior realizzatore del torneo, e a vincere il torneo a pari punti delle altre due contendenti ma con una miglior differenza-punti.
Secondo classificato fu lo Zimbabwe, che accedette ai ripescaggi interzona.
A vincere la divisione 1.B, e tornare in massima serie, fu la squadra di casa della Tunisia, mentre l'Uganda, in prima divisione solo l'anno prima, retrocedette per la seconda volta e terminò in divisione 1.C.
Per quanto riguarda il torneo di rango più basso, i Rustenburg Impala vinsero il girone, ma essendo esclusi dalla classifica finale la promozione andò a Mauritius, seconda classificata.

## Divisione 1.A
| Arbitro: | Luke Pearce |

|                                             |      |                       |
| Muhanji 40’ Okombe 42’ Achayo 46’ Munee 64’ | mt   | 1’, 7’ Smit 50’ Botha |
| Asego 40’, 42’, 64’                         | tr   | 7’, 50’ Kotze         |
| Asego 60’                                   | c.p. | 53’ Kotze             |

| Arbitro: | Lourens van der Merwe |

|                                                        |      |                                                                                  |
| Rakotonirina 24’ Rakotoharison 27’ Rasoanaivo 37’, 50’ | mt   | 7’ Groenewald 14’, 66’ Chitorkwindo 19’ O'Neill 45’, 52’, 74’ Leitao 57’ Hunduza |
| Rasoanaivo 27’ Rakotonirina 50’                        | tr   | 14’, 19’, 45’, 52’, 57’, 66’, 74’ Cronje                                         |
|                                                        | c.p. | 13’ Cronje                                                                       |

| Arbitro: | Francisco Pastrana |

|                                      |      |                          |
| tecnica 15’ Bothma 56’ Kiitshoff 63’ | mt   | 13’ Nemadire 34’ Hunduza |
| Kotze 15’, 56’, 63’                  | tr   | 13’, 34’ Cronje          |
| Kotze 10’                            | c.p. | 21’, 46’ Cronje          |

| Arbitro: | Luke Pearce |

|  |    |                                                               |
|  | mt | 3’, 20’ Mwenesi 10’ Mangeni 23’ Khayange 36’ Adaka 68’ Amonde |
|  | tr | 10’, 68’ Andola                                               |

| Arbitro: | Lourens van der Merwe |

|              |      |                                     |
| Khayange 31’ | mt   | 40’ O'Neill 52’ Mudariki 66’ Cronje |
| Asego 31’    | tr   | 40’, 66’ Cronje                     |
| Asego 10’    | c.p. | 4’, 14’, 76’ Cronje                 |

| Arbitro: | Francisco Pastrana |

|                   |      | |
| Rakotoson 60’     | mt   | 12’ Deysel 15’, 20’, 34’ Philander 24’ Redelinghuys 26’, 65’ Bothma 28’ Engels 31’, 52’ Kotze 39’, 66’ tecnica 69’ Tromp |
| Rokotoharison 60’ | tr   | 12’, 15’, 20’, 24’, 26’, 28’, 31’, 34’, 39’, 52’, 66’, 69’ Kotze                                                         |
| Rokotoharison 46’ | c.p. | |

### Classifica
|  | Squadra    | G | V | N | P | P+  | P-  | diff. | B | PT |
|  | ---------- | - | - | - | - | --- | --- | ----- | - | -- |
|  | Namibia    | 3 | 2 | 0 | 1 | 135 | 59  | +76   | 2 | 10 |
|  | Zimbabwe   | 3 | 2 | 0 | 1 | 105 | 56  | +49   | 2 | 10 |
|  | Kenya      | 3 | 2 | 0 | 1 | 73  | 50  | +23   | 2 | 10 |
|  | Madagascar | 3 | 0 | 0 | 3 | 32  | 180 | -148  | 0 | 0  |

## Divisione 1.B
|  | Semifinali     | Semifinali     | Semifinali |         |                | Finale          | Finale          | Finale          |  |
|  |                |                |            |         |                |                 |                 |                 |  |
|  | Uganda         | Uganda         | 19         |         |                |                 |                 |                 |  |
|  | Uganda         | Uganda         | 19         |         |                |                 |                 |                 |  |
|  | Costa d'Avorio | Costa d'Avorio | 21         |         |                |                 |                 |                 |  |
|  | Costa d'Avorio | Costa d'Avorio | 21         |         | Costa d'Avorio | Costa d'Avorio  | 6               |                 |  |
|  |                |                |            |         | Costa d'Avorio | Costa d'Avorio  | 6               |                 |  |
|  |                |                | Tunisia    | Tunisia | 26             |                 |                 |                 |  |
|  | Tunisia        | Tunisia        | Tunisia    | Tunisia | 26             | 22              |                 |                 |  |
|  | Tunisia        | Tunisia        |            |         |                | 22              |                 |                 |  |
|  | Senegal        | Senegal        | 14         |         |                | Finale 3º posto | Finale 3º posto | Finale 3º posto |  |
|  | Senegal        | Senegal        | 14         |         |                |                 |                 |                 |  |
|  |                |                |            |         |                |                 |                 |                 |  |
|  |                |                |            |         |                | Uganda          | Uganda          | 31              |  |
|  |                |                |            |         |                | Uganda          | Uganda          | 31              |  |
|  |                |                |            |         |                | Senegal         | Senegal         | 32              |  |

### Semifinali
| Tunisi 10 giugno 2014 | Uganda | 19 – 21 | Costa d'Avorio | Stade Municipal |

| Tunisi 10 giugno 2014 | Tunisia | 22 – 14 | Senegal | Stade Municipal |

### Finale per il 3º posto
| Tunisi 14 giugno 2014 | Uganda | 31 – 32 | Senegal | Stade Municipal |

### Finale
| Tunisi 14 giugno 2014 | Tunisia | 26 – 6 | Costa d'Avorio | Stade Municipal |

## Divisione 1.C
| Data      | Incontro                      | Risultato | Sede     |
| --------- | ----------------------------- | --------- | -------- |
| 15-6-2014 | Botswana ― eSwatini           | 87-0      | Gaborone |
| 15-6-2014 | Mauritius ― Rustenburg Impala | 17-61     | Gaborone |
| 15-6-2014 | Nigeria ― Zambia              | 20-30     | Gaborone |
| 18-6-2014 | Botswana ― Rustenburg Impala  | 9-54      | Gaborone |
| 18-6-2014 | Mauritius ― Zambia            | 67-17     | Gaborone |
| 18-6-2014 | Nigeria ― eSwatini            | 61-10     | Gaborone |
| 21-6-2014 | Botswana ― Zambia             | 66-14     | Gaborone |
| 21-6-2014 | Mauritius ― eSwatini          | 134-0     | Gaborone |
| 21-6-2014 | Nigeria ― Rustenburg Impala   | 10-86     | Gaborone |

|  | Classifica        | G | V | N | P | P+  | P-  | diff. | B | PT |
|  | ----------------- | - | - | - | - | --- | --- | ----- | - | -- |
|  | Rustenburg Impala | 3 | 3 | 0 | 0 | 201 | 36  | +165  | 3 | 15 |
|  | Mauritius         | 3 | 2 | 0 | 1 | 218 | 78  | +140  | 2 | 10 |
|  | Botswana          | 3 | 2 | 0 | 1 | 161 | 68  | +93   | 2 | 10 |
|  | Nigeria           | 3 | 1 | 0 | 2 | 91  | 126 | -35   | 1 | 5  |
|  | Zambia            | 3 | 1 | 0 | 2 | 61  | 153 | -92   | 1 | 5  |
|  | eSwatini          | 3 | 0 | 0 | 3 | 10  | 281 | -271  | 0 | 0  |